# Exèrcit d'en Dumbledore
L'Exèrcit d'en Dumbledore (abreviat ED i originalment Dumbledore's Army en anglès) és una associació fictícia de la saga de Harry Potter, escrita per J.K. Rowling.

## Sinopsi
L'Exèrcit d'en Dumbledore és una societat d'alumnes creada en part per l'Hermione Granger que va convèncer a en Harry perquè la fundés i l'instruís. Es funda a Harry Potter i l'orde del Fènix, cinquè llibre de la saga, en el qual en Harry i un grup d'alumnes es dediquen a aprendre encanteris de Defensa contra les Forces del Mal, prohibit per la Conselleria d'Afers Màgics i especialment per la Dolors Umbridge que es converteix en la Gran Inquisidora de Hogwarts, de seguir ensenyant lliçons pràctiques als alumnes de Hogwarts, al·legant que eren innecessàries i perilloses. L'Exèrcit d'en Dumbledore va cridar l'atenció fins i tot de la Susan Bones, la neboda de l'Amelia Bones (cap del Departament d'Aplicació de les Lleis Màgiques).
L'Exèrcit d'en Dumbledore es reunia secretament a la sala de la necessitat, donada l'accessibilitat que té el Saló per a amagar coses i realitzar activitats sense que cap professor de Hogwarts se n'adoni. Una falsa moneda era utilitzada per l'Hermione per a alertar als membres de l'ED de noves reunions, la moneda per mitjà d'un encanteri s'escalfava quan se citava a una nova reunió, notificant el dia i l'hora en lloc dels nombres de sèrie del Gnom que la creà.
El final de l'ED va arribar quan l'Umbridge es va assabentar de les seves reunions per mitjà d'una amiga de la Xo Xang que havia assistit a unes quantes reunions. Tot i aquest descobriment, al final del curs, sis membres de l'ED (en Harry Potter, l'Hermione Granger, en Ron Weasley, en Neville Longbottom, la Luna Lovegood i la Ginny Weasley) s'enfronten a un gran nombre de cavallers de la mort al Departament de Misteris de la Conselleria d'Afers Màgics en un intent d'en Voldemort de recuperar una profecia que parlava d'ell i d'en Harry Potter.
No obstant això, en el sisè curs d'en Harry, l'Hermione recorre de nou a les monedes usades per a convocar als membres, per defensar el Castell davant l'atac dels cavallers de la mort. Només la Luna i en Neville acudeixen a la crida.
L'ED recobra força al setè llibre, quan en Neville, la Luna i la Ginny l'usen com mètode per a protestar per la situació del col·legi. Compta amb gran part dels seus membres originals i es dediquen a realitzar pintades i oposar-se al càstig dels cavallers de la mort encarregats de Hogwarts, els germans Carrow, mostrant resistència, entre d'altres. Molts dels seus membres es veuen obligats a amagar-se a la sala de la necessitat per salvar la seva vida quan els Carrow decideixen que poden ser prescindibles.

## Membres
Aquest apartat és una llista dels membres de l'Exèrcit d'en Dumbledore. Els personatges Harry Potter, Ron Weasley, Hermione Granger, Ginny Weasley, Neville Longbottom, i Luna Lovegood tenen el seu propi article. En Fred i en George Weasley són a l'article Família Weasley.

### Hannah Abott
La Hannah Abbott és un personatge de ficció, creat per la J. K. Rowling, als llibres de Harry Potter, que va en el mateix curs a Hogwarts que en Harry Potter.
La Hannah és seleccionada per a Hufflepuff, el mateix any que en Harry i va ser la primera de la llista. La descriuen com una nena rossa amb cuetes i de cara rosada. No té molta importància fins al llibre Harry Potter i la cambra secreta quan s'arma una revolta contra en Harry Potter, perquè tots pensaven que l'era l'Hereu de Slytherin. La Hannah estava en el grup de Hufflepuffs que protegia a en Justin Finch-Fletchley, un fill de muggles, al costat del seu amic, l'Ernie Macmillan. En Harry Potter va escoltar una discussió entre alguns Hufflepuffs que es trobaven a la biblioteca, entre els Hufflepuffs s'hi trobava la Hannah, que defensava a en Harry dient que ell era bo des del primer any i va ser qui havia vençut a en Lord Voldemort. Després de la petrificació d'en Justin, l'Ernie i la Hannah estaven gairebé segurs que en Harry era l'hereu, però van deixar de pensar-ho quan l'Hermione va ser petrificada.
Al tercer any, la Hannah, es va passar tota una classe de Botànica argumentant que en Sirius Black podria convertir-se en un arbust.
A el calze de foc, la Hannah, al costat del seu amic Ernie, feien servir les insígnies de suport a en Cedric, perquè demostraven lleialtat cap a la seva residència Hufflepuff, ja que en Cedric Diggory havia estat triat el Paladí de Hogwarts. A la pel·lícula es veu que la Hannah i l'Ernie li tanquen el pas a en Harry i es burlen d'ell al mostrar-li les seves insígnies.
Al cinquè any, la Hannah i l'Ernie es converteixen en monitors de Hufflepuff, l'Agost de 1995. En aquest llibre se la veu més propera cap als personatges principals, especialment amb l'Hermione. La Hannah s'uneix a l'Exèrcit d'en Dumbledore i pel que sembla és ella qui informa a la Susan Bones sobre el grup.
La Hannah va tenir la mala sort de ser triada la primera de l'any d'en Harry a caure sota la pressió dels exàmens de GNOM, en una classe de Botànica es posa a plorar dient que és massa maldestre per a fer els exàmens requerint una poció calmant feta per la Madame Pomfrey. Pel que sembla la Hannah no va superar la seva depressió i va suspendre algunes de les proves. Al final de curs la Hannah es trobava en millor estat, ho demostra quan al costat d'alguns membres de l'Exèrcit d'en Dumbledore (entre ells l'Ernie, en Justin i la Susan), defensa a en Harry Potter en l'emboscada que en Draco li va fer a al Hogwarts Express.
Quan la Conselleria d'Afers Màgics va confirmar que en Lord Voldemort havia retornat, molts mags, bruixes i muggles van començar a morir assassinats (en algunes ocasions apareixien morts), una d'elles va ser la mare de la Hannah, és per això que, durant una classe de Botànica, la Hannah és retirada de l'Hivernacle per a informar-la que la seva mare havia estat trobada morta (Setembre de 1996). En Harry, l'Hermione i en Ron diuen no haver vist a la Hannah des d'aquest incident.
En el setè any a Hogwarts, la Hannah Abbott participa en la batalla final contra en Voldemort.
Sabem pel tour americà que ha fet recentment la J.K. Rowling que la Hannah és la nova tavernera de La marmita foradada, es va casar amb en Neville i que tots dos viuen al segon pis de la taverna.

### Katie Bell
Katie Bell és un personatge de ficció de la sèrie de llibres Harry Potter, creats per la britànica J. K. Rowling.
Katie es va afiliar a l'equip de Quidditch de Gryffindor en el seu segon any (el primer del Harry) com a encistelladora; al principi, era una jugadora de reserva.
A Harry Potter i el misteri del príncep, Katie és l'únic membre que queda de l'equip original al que Harry es va unir en el seu primer curs. Ella li aconsella a Harry (actual capità de l'equip) que no l'afavoreixi per ser una antiga jugadora, sinó que els faci una prova justa a tots. No obstant això, va conservar la seva posició a l'equip (juntament amb Ginny Weasley i Demelza Robbins) després d'una gran exhibició durant les proves.
Posteriorment, Draco Malfoy intenta utilitzar en secret a Katie perquè li lliuri un collaret maleït a Albus Dumbledore i el mati. Madame Rosmerta, a qui Draco ha posat sota el malefici imperatiu (Impero), li dona el collaret a Katie en Hogsmeade, però ella el toca per accident i resulta ferida.
Com només l'havia tocat a través d'un petit forat en el seu guant, Katie no mor, encara que passa la major part restant de l'any en l'Hospital Sant Mungo. Dean Thomas la reemplaça com a Caçador, però Katie torna poc abans del partit final contra Ravenclaw, per a ajudar que Gryffindor guanyi la Copa de Quidditch per tercera vegada.
En les adaptacions cinematogràfiques Katie Bell és interpretada per l'actriu Emily Dale.

### Susan Bones
Susan Bones és un personatge de ficció creat per J.K. Rowling, en els llibres de Harry Potter.
La Susan Bones estudia en el mateix any que en Harry Potter. Només havia estat esmentada quan va ser triada per a Hufflepuff (després de la Hannah Abbott) pel barret que tria en el llibre de Harry Potter i la pedra filosofal.
El personatge de la Susan no té més importància fins al llibre Harry Potter i l'orde del Fènix. En aquest llibre es coneix una part de la família Bones, de la qual és membre la Susan. Quan l'Hermione busca alumnes que vulguin pertànyer a un club (que després s'anomena l'Exèrcit d'en Dumbledore) que ha dirigeixi en Harry, apareix la Susan juntament amb l'Ernie Macmillan, en Justin Finch-Fletchley i la Hannah Abbott. En Harry no en sabia el nom, però sí que l'havia vista (en Harry la va descriure com una noia amb els cabells llargs i trenes). A la primera reunió de l'Exèrcit d'en Dumbledore, la Susan li pregunta a en Harry si sabia fer un "Patronus", i en Harry li explica com es va sorprendre la Madame Bones en assabentar-se que podia fer un Patronus. Ella li respon que l'Amelia Bones és la seva tia (Madame Bones o Amelia Susan Bones va ser qui va jutjar a en Harry Potter a la Conselleria) i que per això duu el seu segon nom.
En el transcurs de l'any arriba la notícia sobre alguns Cavallers de la Mort que han escapat de la Presó d'Azkaban, la Susan demostra nerviosisme quan això passa, perquè el seu oncle, l'Edgar Bones, i tota la seva família van ser assassinats per un cavaller de la mort. Després la Susan consola en Harry dient-li que ella sap pel que ha passat.
La Susan demostra lleialtat a l'Exèrcit d'en Dumbledore quan participa juntament amb altres membres de l'Exèrcit en la defensa contra l'emboscada que en Draco Malfoy va intentar fer-li a en Harry Potter al Hogwarts Express.
Al següent any moltes coses no es donen a conèixer, una d'elles és la reacció que va tenir la Susan quan la seva tia Amelia Bones va ser assassinada, probablement per en Lord Voldemort.
La Susan en la seva primera classe d'Aparetratge és l'única a assolir quelcom, encara que la seva desaparició va ser incompleta i fa un crit horrible quan s'adona que la seva cama s'havia separat. Després d'això aconsegueixen arreglar-li el dany, però ella sembla horroritzada.

### Terry Boot
En Terry Boot és un personatge de la saga Harry Potter creada per la britànica J.K. Rowling.
En Terry Boot és un alumne de la casa Ravenclaw a Hogwarts que està en el mateix any que en Harry Potter i és amic de l'Anthony Goldstein i en Michael Corner, també de Ravenclaw.
És el primer Ravenclaw a ser col·locat en aquesta residpencia pel Barret que Tria a Harry Potter i la pedra filosofal.
En l'única reunió del Club de Duel d'en Gilbert Decors al llibre Harry Potter i la cambra secreta, en Terry acaba sagnant.
A Harry Potter i l'orde del Fènix Terry es converteix en membre de l'Exèrcit d'en Dumbledore després d'oferir acompanyar al seu amic Michael Corner a la primera reunió al pub Cap del Senglar. Durant aquesta reunió, en Terry li explica a en Harry que quan va visitar l'oficina de l'Albus Dumbledore un retrat li va dir que en Harry havia matat un basilisc amb a l'espasa de Gryffindor i li demana que confirmi aquesta història.
Després d'una reunió amb l'E.D. a la sala de la necessitat, en Terry es queda impressionat amb els Galions que usarà l'E.D. com mètode de comunicació, la qual cosa el duu a expressar la seva admiració cap a l'Hermione, ja que aquesta els ha realitzat un encanteri que correspon al nivell dels GNOM per la seva complexitat. En Terry és part del grup d'alumnes de l'E.D. que ajuden a en Harry quan en Malfoy, en Crabbe i en Goyle intenten atacar-lo a bord del Hogwarts Express al final de l'any escolar.
A Harry Potter i el misteri del Príncep, en Terry només apareix a la classe de Pocions dictada per l'Horaci Llagot.
En el seu setè any, a Harry Potter i les relíquies de la Mort, en Terry forma part de la resistència contra els Carrow liderada per en Neville Longbottom i fins i tot és castigat físicament per en Carrow a l'anunciar públicament al Gran Saló l'entrada d'en Harry, en Ron i l'Hermione a Gringotts. Està entre els membres de l'E.D. que busquen refugi més tard a la sala de la necessitat a causa que són perseguits pels Carrow. Quan en Harry, en Ron i l'Hermione tornen a Hogwarts, abans de la batalla final contra en Voldemort i els Cavallers de la Mort, li explica a en Ron en què consisteix la Diadema de Ravenclaw, la relíquia més preuada d'aquesta Residència.

### Lavender Brown
La Lavender Brown és un personatge de la saga Harry Potter, de l'escriptora britànica J.K. Rowling.
La Lavender és alumna en l'escola Hogwarts. Va ser la primera alumna de la seva promoció a ser escollida pel barret que tria per a la residència de Gryffindor, on comparteix el dormitori amb l'Hermione Granger i la Parvati Patil.
És la millor amiga de la Parvati Patil. Les assignatures preferides d'ambdues són Futurologia i Criança de Criatures Màgiques, amb la Professora Wilhelmina Grubbly-Plank. La Professora Sibil·la Trelawney li va predir el primer dia de classe en el seu tercer any (Harry Potter i el pres d'Azkaban) a Hogwarts que "això que tems succeirà el divendres setze d'octubre". Aquest dia, la Lavender es va assabentar de la mort del seu conill Binky. Des de llavors, està convençuda que els poders de la Trelawney són reals.
En el seu quart any (Harry Potter i el calze de foc) la Lavender assisteix al Ball de Nadal amb en Seamus Finnigan. A l'any següent, durant la campanya de desprestigi portada a terme pel Conseller d'Afers Màgics contra en Harry Potter, la Lavender va dubtar de la credibilitat d'en Harry, encara que més tard es va unir a l'Exèrcit d'en Dumbledore.
A Harry Potter i el misteri del Príncep, la Lavender surt amb en Ron Weasley, a qui anomena afectuosament "Ro-Ro". Al començament d'aquesta relació, l'Hermione deixa de parlar amb en Ron, però a mesura que van fent les paus, la Lavender no aguanta l'atenció que en Ron li presta a la seva amiga. Finalment talla amb en Ron quan el veu sortir del dormitori dels nois amb l'Hermione (en realitat en Harry també estava amb ells, però duia posada la seva capa invisible). En Ron duia temps intentant deixar aquesta relació, pel que se sent alleujat per no haver hagut de tallar ell. En el setè llibre la Lavender és un dels alumnes que s'amaga dels germans Carrow. Finalment, ella és assassinada per Fenrir Esquenagrisa, a l'última batalla de Hogwarts.
En les adaptacions cinematogràfiques, la Lavender apareix a Harry Potter i el pres d'Azkaban (2004), i el personatge és interpretat per l'actriu Jennifer Smith. I llavors apareixen a la sisena, setena i vuitena pel·lícula interpretada per Jessie Cave

### Xo Xang
La Xo Xang és un personatge de ficció de la sèrie Harry Potter escrita per J.K. Rowling. És un any major que en Harry i se la descriu en els llibres com una noia molt bonica, amb una llarga i brillant cabellera negra, i un cap més petit que en Harry.
Sembla que és molt popular, i sovint té un grup d'amigues al voltant d'ella. La Xo juga com caçadora en l'equip de quidditch de Ravenclaw i ha estat aficionada als Tutshill Tornats (TT) des que tenia sis anys, encara que en Ron Weasley ho posi en dubte. L'estatus de la seva sang no és revelat a la sèrie, però el fet que ha estat fanàtica de quidditch des dels sis anys indicaria que és de sang barrejada o pura.
Durant el quart any d'en Harry a Hogwarts, la Xo era la nòvia d'en Cedric Diggory. En Harry tracta d'acumular el valor necessari per a demanar-li que vagi amb ell al ball de Nadal, però quan finalment ho aconsegueix, la Xo l'informa que ja havia acceptat una invitació prèvia d'en Cedric. Després de la mort d'en Cedric al Torneig dels Tres Mags, la Xo plora per ell constantment en els racons del col·legi.
El següent any va assistir a la reunió al bar Cap del Senglar, acompanyada per la seva amiga Marietta Edgecombe, que no hi anava de bon gust. Va proposar el nom d'"Entitat de Defensa" (E.D.) per al grup de resistència contra les mesures de la Dolors Umbridge, però la Ginny Weasley suggereix millor el nom d'Exèrcit d'en Dumbledore, nom que es va imposar per majoria de vots.
La Xo té un breu festeig amb en Harry a Harry Potter i l'orde del Fènix i va ser la noia que li dona el seu primer petó. Les raons per les quals la relació no prospera són moltes, incloent la malenconia i llàgrimes de la Xo per en Cedric, la seva gelosia infundada de l'Hermione i sobretot, la traïció de la seva amiga Marietta Edgecombe de l'ED malgrat que ella insisteix a defensar a la seva amiga davant en Harry. Al final del cinquè llibre sembla iniciar una relació amb en Michael Corner quan aquest trenca amb la Ginny Weasley.
A Harry Potter i les relíquies de la Mort, participa en la Batalla de Hogwarts, demostrant la seva lleialtat a l'Exèrcit d'en Dumbledore. S'ofereix per a dur a en Harry a la sala comuna de Ravenclaw perquè vegi com és la diadema de Ravenclaw. No obstant això, la Ginny Weasley s'oposa al fet que sigui ella qui li dugui i suggereix a la seva amiga Luna Lovegood en el seu lloc.
Posteriorment, la J.K. Rowling aclareix que la Xo es va casar amb un muggle.
Mai s'ha especificat dins de la novel·la, però es dedueix que la Xo Xang és d'ascendencia xinesa. El seu nom, Xo, en xinès significa "Tardor".
La Xo va ser interpretada per la Katie Leung a la pel·lícula Harry Potter i el calze de foc, a Harry Potter i l'Ordre del Fénix i a Harry Potter i el misteri del Príncep, que es va acabar de filmar al maig de 2008. La J.K. Rowling va exigir que el paper anés interpretat per una completa desconeguda, el que va fer que els estudis de Warner Brothers obrissin l'audició a totes les nenes asiàtiques que visquessin al Regne Unit.

### Michael Corner
En Michael Corner és un personatge de la saga de ficció de Harry Potter. Apareix per primera vegada a Harry Potter i l'orde del Fènix.
De caràcter una mica dur, integrant de Ravenclaw, es desconeix la seva edat encara que es creu que és un any major que en Harry, va aparèixer com el nòvio de la Ginny Weasley, provocant així l'atac de gelosia d'en Ron Weasley cap a la seva germana menor.
Va participar activament a l'Exèrcit d'en Dumbledore, i va tallar amb la Ginny al final d'un partit Gryffindor-Ravenclaw a causa d'un atac de gelosia, ja que aquesta havien guanyat el partit en l'últim moment. A partir de llavors va començar a sortir amb la Xo Xang.
A Harry Potter i les relíquies de la Mort torna a ser esmentat en estar en la sala de la necessitat juntament amb la resta d'integrants de l'ED esperant el retorn d'en Harry Potter.

### Pau i Dani Parra
En Pau i en Dani Parra (Colin i Dennis Creevey en anglès) són personatges de la saga Harry Potter, de l'escriptora britànica J.K. Rowling. Ambdós són companys d'en Harry Potter a Hogwarts. En Pau va aparèixer per primera vegada a Harry Potter i la cambra secreta, i en Dani, a Harry Potter i el calze de foc.
Aquests germans són fills de muggles. El seu pare és lleter. En Pau és descrit amb caràcter inquiet, encantat d'haver descobert que és mag. Té el costum de fer fotos de tot, ja siguin els seus companys, objectes, o esdeveniments. En moltes ocasions persegueix a en Harry per a fer-li fotos i enviar-les a la seva família, la qual cosa resulta bastant molest al protagonista. En Pau és del mateix curs que la Ginny Weasley i en el segon any d'en Harry a Hogwarts, va ser una de les víctimes del basilisc que va ser alliberat de la Cambra Secreta. Afortunadament es va salvar gràcies a la seva càmera de fotos, car va evitar la mirada mortal de la serp en veure-la a través de la lent de la càmera, i només va sofrir una paràlisi reversible.
En Dani és dos anys menor que en Pau, i igual que aquest, pertany a la residència de Gryffindor. Els dos germans es van unir a l'Exèrcit d'en Dumbledore a Harry Potter i l'orde del Fènix, però cap dels dos es va veure embolicat en la batalla que es va desenvolupar al Departament de Misteris de la Conselleria.
A Harry Potter i les relíquies de la Mort en Pau és assassinat per un cavaller de la mort en la primera batalla de Howarts i en Neville és l'encarregat de dur el seu cos.
L'actor Hugh Mitchell dona vida a en Pau Parra a l'adaptació al cinema de Harry Potter i la cambra secreta.

### Marietta Edgecombe
La Marietta Edgecombe és un personatge de la saga Harry Potter escrita per la JK Rowling.
La Marietta és una alumna de Hogwarts pertanyent a la residència de Ravenclaw. Va assistir duta per la seva amiga Xo Xang a la reunió en el bar Cap del Senglar i es va unir a l'Exèrcit d'en Dumbledore (E.D.) per pressió d'aquesta. Va signar en un pergamí encantat per l'Hermione Granger per a revelar als traïdors, fet que només coneixien en Harry, en Ron i ella. La Marietta va trair l'E.D. davant la Dolors Umbridge el que va causar que en la seva cara apareguessin lletres formant la paraula "traïdora". Les marques eren encara visibles a la seva cara el següent any escolar, quan en Harry la veu al Hogwarts Express. La defensa de la seva amiga per la Xo Xang, va anar una de les causes que eventualment van dur al fet que acabés la seva relació amorosa amb en Harry.

### Justin Finch-Fletchley
Justin Finch-Fletchley és un dels personatges de la sèrie de llibres de Harry Potter creats per l'autora britànica J.K. Rowling.
En Justin entra a Hogwarts el mateix any que en Harry Potter i és seleccionat a la residència Hufflepuff.
En el segon any de la seva estada en el col·legi Hogwarts, en Justin comença a parlar amb Harry Potter, l'Hermione Granger i en Ron Weasley, en una classe de Botànica amb la professora Coliflor mentre estudiaven les mandràgores (En la pel·lícula en Justin només parla amb en Harry i ho fa durant el Club del Duel que va formar el professor Decors).
En Justin li va explicar a en Harry i els seus amics que era fill de muggles i que ja li havien reservat una plaça al Col·legi Eton, pel que la seva mare estava una mica enfadada, però li va tenir més consideració a la màgia quan va llegir els llibres d'en Decors.
Durant les classes de Duel, que dirigia el professor Gilbert Decors al costat del professor Snape, en Justin va treballar amb en Neville Longbottom i no van tenir èxit, igual que els altres alumnes. Pel que van decidir fer una demostració amb en Harry i en Draco Malfoy. Durant el duel en Justin va ser amenaçat per una serp pel que en Harry intentà ajudar-lo (ja que es rumorejava que l'era l'Hereu de Slytherin), però al fer-ho en Harry va revelar que podia parlar la llengua de les serps, pel que en Justin va sortir fugint.
En Harry estava molt preocupat per l'incident (ja que en Justin semblava espantat cada vegada que el veia), pel que l'Hermione Granger li diu que aclareixi les coses amb en Justin impacientment.
En Justin va ser petrificat pel basilisc de Slytherin juntament amb en Nick-de-poc-sense-cap el 18 de desembre de 1992 i va ser en Harry qui el va trobar, després d'haver tingut una discussió amb l'Ernie Macmillan, la Hannah Abbott i altres nois de Hufflepuff.
L'Ernie es va enfrontar a en Harry i li va dir que en Justin havia estat preocupat des que li va explicar allò de la plaça que li havien assignat a Eton abans d'haver rebut la carta de Hogwarts.
Al final de l'any quan en Justin és despetrificat (juntament amb la Senyora Norris, en Pau Parra, la Penèlope Aiguaclara, l'Hermione Granger i en Nick-de-poc-sense-cap) es disculpa amb en Harry per haver pensat que l'era l'Hereu de Slytherin.
En el seu quart any d'estudis al col·legi Hogwarts, en Justin recolza a en Cedric Diggory per la lleialtat a la seva residència Hufflepuff. En una classe de Botànica, en Justin i l'Ernie no li dirigeixen la paraula a en Harry Potter i riuen quan un dels bulbs botadors se li escapa de les mans i s'estavella a la seva cara.
En cinquè any, després de la mort d'en Cedric Diggory, en Justin s'uneix a l'Exèrcit d'en Dumbledore. Arriba a la primera reunió juntament amb l'Ernie Macmillan, la Hannah Abbott i la Susan Bones. Quan diuen que en Harry va derrotar el Basilisc dona una xiulada com si fos una gran fita.
La família d'en Justin ha de ser una família adinerada per a haver-li reservat una plaça a Eton.
En Justin per no ser de sang pura no pot haver arribat a Hogwarts durant el seu setè any, no obstant això no es diu res sobre ell, però arriba per a la batalla final, on mor.
L'Edward Randell és l'actor que interpreta a en Justin a la pel·lícula Harry Potter i la cambra secreta

### Seamus Finnigann
Seamus Finnigan (1980-) és un personatge de la saga Harry Potter, de l'escriptora britànica J.K. Rowling.
Va ser un dels primers alumnes que va conèixer en Harry Potter en el banquet de començament de curs en el seu primer any a Hogwarts. D'ascendencia irlandesa, té el cabell de color marror clar i és un gran aficionat del quidditch. Va ser seleccionat per a la residència de Gryffindor, i des del primer curs comparteix dormitori amb en Harry, en Ron Weasley, en Neville Longbottom i el seu millor amic Dean Thomas.
És de sang barrejada, car el seu pare és Muggle. La seva mare no li va dir al seu marit que era bruixa fins després de les noces.
Abans de començar el seu quart any a Hogwarts, va anar a la final de la Cuadringentésima vintena segona edició de la Copa del Món de quidditch amb la seva mare i en Dean Thomas a animar a Irlanda. Aquest mateix any, va acompanyar a la Lavender Brown al Ball de Nadal que es va celebrar a Hogwarts amb motiu del Torneig dels tres mags.
El cinquè any (Harry Potter i l'orde del Fènix) va tenir una gran baralla amb en Harry, ja que la Senyora Finnigan no volia que el seu fill tornés a Hogwarts pels rumors que havien sortit al "Periòdic Profètic" sobre en Harry i en Dumbledore. Poc després van solucionar les seves diferències, i va entrar a formar part de l'Exèrcit d'en Dumbledore.
Al final del seu sisè any (Harry Potter i el misteri del Príncep) va discutir amb la seva mare, que volia treure'l de Hogwarts. Finalment aconsegueix quedar-se fins després del funeral d'en Dumbledore.
A Harry Potter i la relíquies de la Mort, s'uneix a la resistència al costat d'en Neville i la majoria dels membres de l'ED. Es baralla al costat de la Hannah Abbott a la Segona Batalla de Hogwarts.

### Anthony Goldstein
L'Anthony Goldstein és un personatge de la saga Harry Potter escrita per JK Rowling. És de la residència Ravenclaw i la primera aparició d'aquest personatge és a Harry Potter i l'orde del Fènix, on s'uneix a l'Exèrcit d'en Dumbledore.

### Angelina Johnson Perry
Angelina Johnson Perry és un personatge fictici en la saga de llibres Harry Potter.
Pertany a Griffindor, dos cursos per davant d'en Harry. L'Angelina Jonson juga al quidich amb en Harry, és allà on surt per primera vegada i al seu cuart any fa de capitana de l'equip. A Harry Potter i l'orde del Fènix, l'Angelina  forma part de l'Exèrcit d'en Dumbledore.

### Lee Jordan
Lee Jordan és un personatge fictici en la saga de llibres Harry Potter de J. K. Rowling.
Pertany a Gryffindor, dos cursos per davant d'en Harry. Lee és alt, negre, bromista, duu rastes al cabell i una taràntula per mascota. També és el locutor dels partits de quidditch, amb comentaris i observacions en gran manera contràries a Slytherin i favorables a Gryffindor (per no parlar de la seva admiració per l'Angelina Johnson).
A Harry Potter i l'orde del Fènix, Lee forma part de l'Exèrcit d'en Dumbledore i és el millor amic d'en Fred i en George Weasley.
Durant el 1997 i el 1998, durant el nou règim d'en Voldemort, en Lee, juntament amb els bessons, i diversos col·laboradors, fa el programa de ràdio " L'hora Potter" en que diu les notícies tal com són, no com els altres programes radiofonics i els diaris, que estan sota el control d'en Voldemort.
En Lee participa en la segona batalla de Hogwarts, i sobreviu.
En les versions cinematogràfiques Lee Jordan és interpretat per l'actor Luke Youngblood.

### Ernie MacMillan
Ernie Macmillan és un personatge de ficció dels llibres de Harry Potter, creat per la J. K. Rowling, que vas a Hogwarts al mateix curs que en Harry Potter i a la residència de Hufflepuff.
L'Ernie és molt proper a la Hannah Abbott, una companya de casa amb la qual té l'hàbit d'intercanviar cromos de granotes de xocolata.
Al segon curs l'Ernie creia que en Harry Potter era l'Hereu de Slytherin, per això intentava protegir a en Justin Finch-Fletchley.
Després de la discussió que van tenir l'Ernie i la Hannah amb en Harry, es converteixen en amics d'ell i d'en Ron, en veure que l'Hermione va ser petrificada.
En tercer any, quan en Ron i en Harry es preguntaven com ho feia l'Hermione per a assistir a totes les classes, l'Ernie li diu a en Ron que l'Hermione mai es va perdre una classe de Muggleologia.
Quan en Harry surt triat com a quart paladí del Torneig dels Tres Mags, l'Ernie Macmillan és un dels Hufflepuffs que més demostren lleialtat feia la seva casa recolzant a en Cedric Diggory.
A diferència del llibre on en Harry veu a través de la seva capa invisible a l'Ernie i la Hannah dur les insígnies mentre intercanviaven cromos de granotes de xocolata, a la pel·lícula es ressalta més quan l'Ernie i la Hannah li tanquen el pas a en Harry i li mostren les insígnies dient-li "T'agraden?".
L'Ernie va deure haver canviat d'idea quan va veure a en Harry a la primera prova.
L'Ernie és triat monitor de Hufflepuff en cinquè curs. Ernie es va unir a l'Exèrcit d'en Dumbledore, perquè l'Hermione Granger li va informar sobre això, i arriba a la primera reunió al Cap del Senglar juntament amb en Justin Finch-Fletchley, la Hannah Abbott i la Susan Bones. L'Ernie va dir que l'Exèrcit de Dumbledore era una de les coses més importants juntament amb els Exàmens de GNOM.
Quan els exàmens GNOM van arribar, l'Ernie tenia el mal costum d'intimidar als altres preguntant-los sobre les seves hores d'estudi.
L'Ernie va participar en la defensa contra l'emboscada que en Draco Malfoy intentà fer contra en Harry al Hogwarts Express. Pel que sembla l'Ernie no va perdonar a en Draco per haver-li tret punts a Hufflepuff.
En sisè any l'Ernie va ser l'únic noi de Hufflepuff que va decidir fer la classe de Pocions, o potser era l'únic que podia fer la classe.
L'Ernie compartia la taula amb en Harry, l'Hermione i en Ron.
Igual que en Harry i en Draco, no podia assistir a l'Examen d'Aparetratge per la seva edat.
L'Ernie es va despertar la nit de l'atac dels Cavallers de la Mort al col·legi Hogwarts, però no va estar a la batalla.
Durant el seu últim any a Hogwarts, recolzà tot l'any a l'Exèrcit d'en Dumbledore que dirigia en Neville Longbottom. Ell va ser un dels membres que decideix quedar-se en l'escola i barallar-se contra en Voldemort i els seus cavallers. Quan la Minerva McGonagall explica a tot el col·legi sobre en Voldemort i demana que tot Hogwarts s'ha d'evacuar, l'Ernie alça la veu des de la taula de Hufflepuff - "And what if we want to stay and fight?" (I què si nosaltres volem quedar-nos i lluitar?). En un moment de la batalla, per a defensar a en Harry dels demèntors, l'Ernie, la Luna i en Seamus, van invocar els seus patronus donant-li temps a en Harry perquè es concentri en el seu.
La Rowling en una entrevista va dir que la Hannah Abbott es va casar amb en Neville Longbottom, pel que dona fi als molts rumors sobre un casament entre l'Ernie i la Hannah.

### Padma Patil
Padma Patil és un personatge de la saga Harry Potter, de l'escriptora britànica J. K. Rowling.
La Padma va entrar com alumna a Hogwarts el mateix curs que en Harry Potter. Va ser triada per a la residència de Ravenclaw, mentre que la seva germana bessona Parvati, va ser seleccionada per a Gryffindor.
Al Ball de Nadal que es va celebrar amb motiu del Torneig dels tres mags (Harry Potter i el calze de foc) va ser parella d'en Ron Weasley, encara que ella no estava molt contenta amb la seva parella.
Es va unir a l'Exèrcit d'en Dumbledore en el seu cinquè any a Hogwarts. Aquest mateix any va ser nomenada monitora per la residència de Ravenclaw.
L'any següent (Harry Potter i el misteri del Príncep), els pares de les bessones van voler que aquestes abandonessin Hogwarts a causa de la situació d'inseguretat que es vivia després de la tornada d'en Voldemort. No obstant això gràcies a la seva germana Parvati va aconseguir convèncer-los del contrari, ja que no va haver-hi cap incident més després de l'atac a la Katie Bell. Després de la mort d'en Dumbledore, els seus pares les van recollir al Col·legi, i cap de les dues va assistir al funeral.
A Harry Potter i les relíquies de la Mort, la Padma lluita contra els germans Carrow que han imposat el seu poder a Hogwarts i participa en la batalla final on en Voldemort és derrotat per en Harry Potter.
Des del film Harry Potter i el calze de foc, és interpretada per l'actriu Afshan Azad, que li va seguir donant vida en el cinquè film. Encara que en els llibres la Padma Patil pertany a la residència de Ravenclaw, en els films apareix com a estudiant de Gryffindor.

### Parvati Patil
Parvati Patil (1980-) és un personatge de la saga Harry Potter, de l'escriptora britànica J.K. Rowling.
La Parvati va entrar com a alumna en l'escola Hogwarts de Màgia el mateix curs que en Harry Potter. Va ser triada per a la residència de Gryffindor, mentre que la seva germana bessona Padma, va ser seleccionada per a Ravenclaw. Comparteix dormitori amb l'Hermione Granger i la Lavender Brown.
La Lavender Brown és la seva millor amiga. Ambdues tenen el mateix interès pels unicorns i els nois, encara que de vegades se senti tan avergonyida com en Harry pel comportament de la Lavender quan comença a sortir amb en Ron Weasley al llibre Harry Potter i el misteri del Príncep. Les seves assignatures preferides són Futurologia i Criança de Criatures Màgiques (si la imparteix la Professora Grubbly-Plank).
Al Ball de Nadal que es va celebrar amb motiu del Torneig dels Tres Mags (Harry Potter i el calze de foc) va ser parella d'en Harry. Vestia una túnica rosa, i duia una llarga trena entrellaçada amb or i unes polseres també d'or.
Es va unir a l'Exèrcit d'en Dumbledore en el seu cinquè any a Hogwarts. L'any següent (Harry Potter i el misteri del Príncep), els pares de les bessones van voler que aquestes abandonessin Hogwarts a causa de la situació d'inseguretat que es vivia després de la tornada d'en Voldemort. No obstant això, la Parvati va aconseguir convèncer-los en cas contrari, ja que no va haver cap incident més després de l'atac a la Katie Bell. Després de la mort de l'Dumbledore, els seus pares les van recollir de Hogwarts, i cap de les dues va assistir al funeral.
El seu nom procedeix de la deessa hindú Parvati, esposa de Xiva.
En les adaptacions cinematogràfiques, la Parvati Patil és interpretada per la Sitara Shah a Harry Potter i el pres d'Azkaban i per la Shefali Chowdhury a Harry Potter i el calze de foc.

### Zacharias Smith
Zacharias Smith apareix per primera vegada al llibre Harry Potter i l'orde del Fènix. Quan en Zacharias s'uneix a l'Exèrcit d'en Dumbledore cau malament generalment als bessons Weasley i a en Ron, al fer moltes preguntes i especialment per preguntar directament a en Harry sobre la mort d'en Cedric, una altra de les coses va ser que no volia signar la llista d'alumnes presents al dir que l'Ernie li podria dir quan seria la següent reunió. En Harry li pregunta sobre ell a l'Hermione i ella li contesta que en Zacharias es va unir perquè va escoltar quan ella li parlava sobre el grup a l'Ernie i la Hannah. En Zacharias no va resultar ser un noi dolent al final.
En Zacharias en el llibre Harry Potter i el misteri del Príncep va ser el comentarista del partit Gryffindor-Slytherin (el primer de la temporada de sisè any). En el partit Gryffindor-Hufflepuff, en Zacharias jugava com Caçador en l'equip de Hufflepuff i la Luna Lovegood va ser la comentarista, dient-li Lurgy el perdedor, encara que a l'acabar el partit Hufflepuff guanya. En Zacharias no va ser vist fins al funeral del director Dumbledore on és retirat de Hogwarts escortat pel seu pare, el Senyor Smith, i diuen que té una mirada arrogant, a comparança de l'Ernie, ni en Zacharias ni la seva família recolzavent a en Dumbledore o les seves idees.
En Zacharias Smith torna a Hogwarts en el seu setè any (sobreentenent-se que és de sang pura), però abans de la batalla final, ell evacua juntament amb els alumnes menors, empenyent-los, deixant als seus amics de l'Exèrcit d'en Dumbledore. No es diu res més sobre en Zacharias.
En Nick Shrim va aparèixer ràpidament interpretant a en Zacharias en el cinquè film de Harry Potter, l'Orde del Fènix, però mai esmenten el seu nom durant la pel·lícula; apareix com "Somewhat Doubtful Boy" als crèdits al final del film.

### Alicia Spinnet
Alicia Spinnet és un personatge de ficció de la saga literària de Harry Potter.
L'Alicia és membre de la residència Gryffindor de Howarts, és dos anys més gran que en Harry i juga com a encistelladora a l'equip de quiditch de la seva residència. És membre de l'Exèrcit d'en Dumbledore i participa en la batalla final de Hogwarts.

### Dean Thomas
Dean Thomas és un personatge de ficció de la sèrie de llibres de Harry Potter, creats per la britànica Joanne Kathleen Rowling.
Un noi negre i alt, i company d'en Harry, en Ron Weasley, en Seamus Finnigan i en Neville Longbottom de la residència Gryffindor de l'escola Hogwarts de Màgia.
És molt bo dibuixant; en diverses ocasions ha fet cartells per a animar a en Harry i en el tercer llibre de la sèrie, Harry Potter i el pres d'Azkaban, es va oferir a falsificar la signatura de l'oncle d'aquest, en Vernon Dursley. En Dean també és seguidor de l'equip de futbol anglès West Ham Football Club.
Segons la pàgina oficial de J. K. Rowling (Secció de Material Addicional > Fragments), en Dean és londinenc. Sempre va pensar que el seu origen era muggle, ja que ha estat criat per la seva mare i el seu padrastre, ja que el seu veritable pare va desaparèixer de la seva casa quan en Dean era encara molt jove. Té una feliç vida familiar i té diversos germanastres. A més, en els primers escrits de Rowling, en Dean es deia Gary.
Quan va arribar la carta de Hogwarts, la seva mare es va preguntar si el pare d'en Dean era mag. La veritat és que va ocultar els seus poders màgics a la seva esposa allunyant-se de la seva família per a protegir-los.
Al final de Harry Potter i l'orde del Fènix, el cinquè volum de la saga, en Dean comença a sortir amb la Ginny Weasley; no obstant això, acaben poc abans del final de Harry Potter i el misteri del Príncep. Segons l'Hermione Granger, feia temps que tenien problemes, però la separació definitiva va anar aparentment provocada per un malentès instigat pel Felix Felicis que s'havia begut en Harry, el qual s'enamora de la Ginny al misteri del Príncep.
En Dean Thomas és interpretat per l'Alfie Enoch a les pel·lícules de Harry Potter.